# Festa di Liberazione
La festa di Liberazione è la denominazione che assumono i festival organizzati periodicamente in numerosi comuni d'Italia dal Partito della Rifondazione Comunista con l'obiettivo di autofinanziarsi.

## Storia

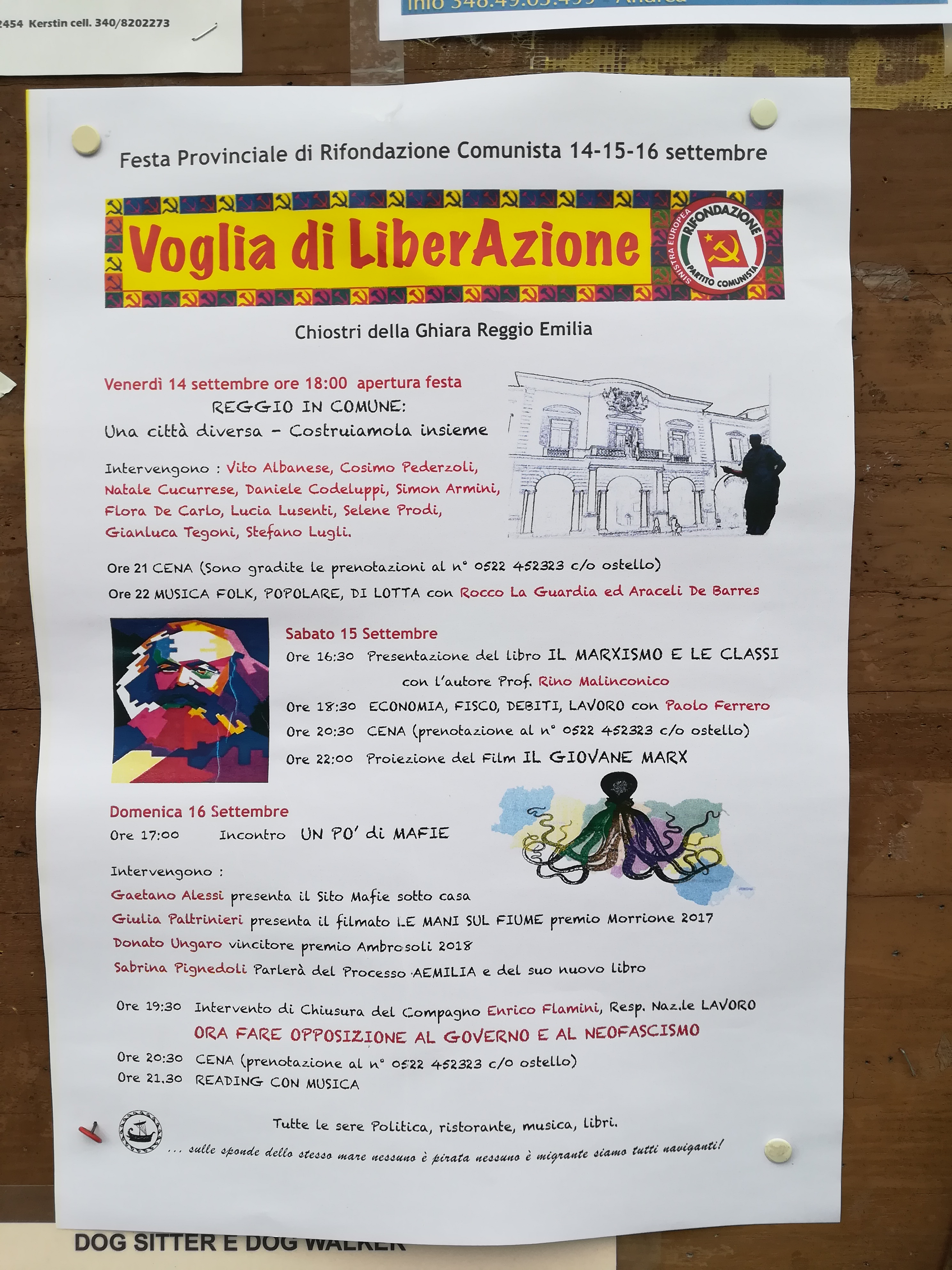
Festa Provinciale del Partito della Rifondazione Comunista a Reggio Emilia

Con lo scioglimento del Partito Comunista Italiano, il patrimonio del partito e con esso il quotidiano L'Unità fu ereditato dal Partito Democratico della Sinistra che continuò a portare avanti le tradizionali feste dell'Unità. La componente comunista, contraria allo scioglimento del partito, diede vita al Partito della Rifondazione Comunista, dotandosi nell'ottobre 1991 di un nuovo quotidiano, Liberazione. La necessità di autofinanziare il giornale e il partito tramite le feste, esperienza maturata dai dirigenti e militanti di Rifondazione con le feste de l'Unità, che avevano contribuito negli anni precedenti ad animare, portò alla creazione delle feste di Liberazione, che presero anch'esse il nome dal proprio quotidiano, organo ufficiale del partito. Nel 2010, in seguito alla nascita della Federazione della Sinistra, il PRC organizza a Roma la festa nazionale assieme al Partito dei Comunisti Italiani, chiamata Festa Nazionale della Federazione della Sinistra. 
La cessazione delle pubblicazioni, anche online, di Liberazione, avvenuta il 19 marzo 2014, non comportò la fine di tali feste.  Tuttavia, a volte, non assumono più la storica denominazione, bensì quella di Festa di Rifondazione o Rifondazione in Festa.

## Organizzazione
Le feste di Rifondazione possono essere organizzate dai circoli, dalle federazioni provinciali e regionali. Esiste poi, annualmente, una festa di Liberazione nazionale, organizzata in una città scelta appositamente. Generalmente, ospitano spazi per dibattiti, spettacoli, concerti e stand gastronomici. La loro organizzazione avviene a cura del partito e lo staff è composto da volontari iscritti o simpatizzanti del partito, mentre la partecipazione è aperta all'intera cittadinanza.

## Edizioni
Feste nazionali di Liberazione
- 1991: Viareggio
- 1992: Marina di Carrara
- 1993: Reggio Emilia
- 1994: Livorno
- 1995: Milano
- 1996: Pisa
- 1997: Roma
- 1998: Milano
- 1999: Roma
- 2000: Roma
- 2001: Roma
- 2002: Roma
- 2003: Roma
- 2004: Roma
- 2005: Ostuni
- 2006: Roma
- 2007: Firenze

Nel 2010 Festa Nazionale della Federazione della Sinistra
- 2010: Roma
- 2012: Pisa e Savona
- 2015: Firenze
- 2016: Firenze
- 2017: Firenze
- 2018: Firenze
- 2019: Firenze
- 2020: Firenze
- 2021: Milano
- 2023: Bologna